# Novus ordo missae
Der Begriff Novus ordo missæ („neue Ordnung der Messe“) bezeichnet das Ergebnis der Reform der heiligen Messe im Zuge des Zweiten Vatikanischen Konzils im römischen Ritus. Novus ordo missæ wird dabei oftmals in Abgrenzung zur sogenannten „alten Messe“ verwendet, und zwar sowohl von Kritikern der Liturgiereform als auch von maßgeblich an ihr beteiligten Theologen und Liturgiewissenschaftlern. Papst Paul VI. benutzte den Begriff in einer Ansprache 1976 für die nach den Vorgaben des Konzils erneuerte Liturgie, die für Priester und Gläubige genauso verbindlich sei wie seinerzeit die Änderungen Papst Pius’ V. nach dem Konzil von Trient. Im Gegensatz dazu wird der Begriff von Kritikern der Reform und Traditionalisten meist pejorativ gebraucht.

## Traditionalistische Position
Nach Lehre der römisch-katholischen Kirche folgt das Römische Messbuch (Missale Romanum) von 1969, genauso wie das Römische Messbuch von 1962, der liturgischen Norm der Väter, also ältester römischer Tradition. Traditionalistische Gruppierungen betonen indes eine Neuheit der mit der Apostolischen Konstitution Missale romanum vom 3. April 1969 eingeführten Messordnung, um so zum Ausdruck zu bringen, dass die Liturgiereform Papst Pauls VI. mit der römisch-katholischen Tradition gebrochen und eine unstatthafte Neuerung eingeführt habe. Aus ihrer Sicht gibt es gravierende Unterschiede zwischen dem Missale Romanum von 1962 und dem von 1969. Sie gehen von einer Diskontinuität aus; von einem alten, von ihnen als allein römisch-katholisch bezeichneten Ritus und einem neuen Ritus, der protestantischem Geist entsprungen sei.
Um sich auf die geltende Form des Römischen Ritus und die aktuelle Ausgabe des Römischen Messbuches zu beziehen, werden die Begriffe römischer Ritus und Römisches Messbuch verwendet. Um sich auf eine frühere Ausgabe des Messbuches zu beziehen oder um verschiedene Ausgaben des Römischen Messbuches zu unterscheiden, ist es üblich, anzugeben, wann das jeweilige Messbuch als Editio typica veröffentlicht wurde, etwa Römisches Messbuch von 1962. Auch die Bezeichnung Tridentinische Messe wird gebraucht.

## Stellungnahme von Benedikt XVI
Papst Benedikt XVI. erklärte in einer Ansprache vor den Mitarbeitern der Kurie am 22. Dezember 2005, dass er eine Interpretation des letzten Konzils unter dem Leitbegriff der Diskontinuität, des „Bruchs“, ablehne. Die Kirche habe ihre wahre Natur und ihre Identität bewahrt und vertieft. Sie „war und ist vor und nach dem Konzil dieselbe eine, heilige, katholische und apostolische Kirche“.
Im Begleitschreiben zum Motu proprio Summorum Pontificum machte Papst Benedikt XVI. am 7. Juli 2007 deutlich, dass selbstverständlich das von Papst Paul VI. veröffentlichte und von Johannes Paul II. neu herausgegebene Missale die ordentliche Form (forma ordinaria) der Liturgie der Heiligen Messe sei und bleibe. Dieser stehe die dem Konzil vorausgehende Fassung des Missale Romanum als außerordentliche Form (forma extraordinaria) gegenüber. Es sei daher nicht angebracht, von zwei Riten zu sprechen, vielmehr handele es sich um einen zweifachen Gebrauch ein und desselben Ritus.

## Position von Papst Franziskus
Papst Franziskus stellte 2017 klar, dass die Liturgiereform nach dem Zweiten Vatikanischen Konzil unumkehrbar sei. Schon im November 2016 hatte der Papst geäußert, dass es keine „Reform der Reform“ gäbe. 2019 warnte er bei der Vollversammlung der Mitglieder der Kongregation für den Gottesdienst und die Sakramentenordnung vor „sterilen ideologischen Polarisierungen“ in Fragen der Liturgie. Am 16. Juli 2021 erklärte Franziskus in seinem Motu proprio Traditionis custodes die Feier der heiligen Messe nach dem Missale Romanum von 1969 mit den seitdem vorgenommenen Änderungen (bisher „ordentliche Form“ genannt) zur einzigen Ausdrucksweise des römischen Ritus. Die von Papst Benedikt XVI. eingeführten Bezeichnungen „ordentliche“ und  „außerordentliche Form des römischen Ritus“ gelten als durch Traditionis custodes abgeschafft.